# БПЛ Орбитер
БПЛ Орбитер је беспилотна летелица са компактном и лаким системом дизајниран за коришћење у војне и безбедносне сврхе. Коришћена је са великим успехом на Блиском истоку. Систем се користи за мисије „преко брда“, конфликте ниског интензитета и урбане борбе као и за све врсте блиских мисија. Произведи га израелска компанија Аеронаутикс дефенс систем.

## Карактеристике
- размах крила — 2,2
- дужина — 1
- радиус дејства — 50
- максимална маса — 6,5
- максимална брзина — 140
- дужина лета 2-3 часа

## Оператори
- Израел[2]
- Азербејџан
- Мексико[3][4]
- Србија
- Пољска
- Ирска